# It (album)
It è il primo album in studio del gruppo alternative rock britannico Pulp, pubblicato nel 1983.

## Tracce
Side 1
1. My Lighthouse – 3:30
2. Wishful Thinking – 4:17
3. Joking Aside – 4:20
4. Boats and Trains – 1:34

Side 2
1. Blue Girls – 5:56
2. Love Love – 3:09
3. In Many Ways – 2:46

## Formazione
- Jarvis Cocker
- Peter Boom
- Wayne Furniss
- Beefy Garryo
- David Hinkler
- Simon Hinkler